# Liste der Naturdenkmale in Börtlingen
| Naturdenkmale | Anzahl |
| ------------- | ------ |
| FND           | 5      |
| END           | 2      |
| Gesamt        | 7      |

Die Liste der Naturdenkmale in Börtlingen nennt die verordneten Naturdenkmale (ND) der im baden-württembergischen Landkreis Göppingen liegenden Gemeinde Börtlingen. In Börtlingen gibt es insgesamt sieben als Naturdenkmal geschützte Objekte, davon fünf flächenhafte Naturdenkmale (FND) und zwei Einzelgebilde-Naturdenkmale (END).
Stand: 31. Oktober 2016.

## Flächenhafte Naturdenkmale (FND)
| Name                                          | Bild | Kennung     | Einzelheiten | Position | Fläche Hektar | Datum         |
| --------------------------------------------- | ---- | ----------- | ------------ | -------- | ------------- | ------------- |
| Feuchtgebiet Seebach nördl.Zell im Marbachtal | BW   | 81170110003 | Börtlingen   | ⊙        | 4,0           | 22. Okt. 1984 |
| Heckenstreifen                                | BW   | 81170110005 | Börtlingen   | ⊙        | 0,2           | 22. Juli 1994 |
| Kastenklinge und Kesselgrotte                 | BW   | 81170110001 | Börtlingen   | ⊙        | 1,6           | 22. Okt. 1984 |
| Pflanzenstandort Wallenholz                   | BW   | 81170110007 | Börtlingen   | ⊙        | 1,2           | 22. Juli 1994 |
| Taubenbach-Wasserfall                         | BW   | 81170110006 | Börtlingen   | ⊙        | 0,1           | 22. Juli 1994 |
| Legende für Naturdenkmal                      |      |             |              |          |               |               |

## Einzelgebilde (END)
| Name                     | Bild | Kennung     | Einzelheiten | Position | Fläche Hektar | Datum         |
| ------------------------ | ---- | ----------- | ------------ | -------- | ------------- | ------------- |
| Hund-Eiche               | BW   | 81170110008 | Börtlingen   | ⊙        | 0,0           | 22. Juli 1994 |
| 1 Linde bei der Kirche   | BW   | 81170110002 | Börtlingen   | ⊙        | 0,0           | 22. Okt. 1984 |
| Legende für Naturdenkmal |      |             |              |          |               |               |